# Tamir Nabaty
Tamir Nabaty (4 de maig de 1991) és un jugador d'escacs israelià, que té el títol de Gran Mestre des de 2011.
A la llista d'Elo de la FIDE de l'agost de 2020, hi tenia un Elo de 2635 punts, cosa que en feia el jugador número 3 (en actiu) d'Israel, i el 131 del rànquing mundial. El seu màxim Elo va ser de 2697 punts, a la llista del març de 2019.

## Resultats destacats en competició
Nabaty fou 6è al Campionat del Món Sub16 del 2006, 8è al Campió Europeu Sub-16 del 2007, 13è al Campionat del Món Sub-16 del 2007, 10è al Campionat Europeu Sub-18 del 2008, 4t al Campionat Europeu Sub-18 del 2009 i 17è al Campionat del Món Sub-18 del 2009.
El juliol de 2012 va guanyar l'Obert de Txèquia amb 7½ punts de 9, i el desembre del mateix any guanyà l'Obert de Belgrad amb els mateixos punts que Dalibor Stojanovic però amb millor desempat. El 2013 guanyà el Campionat d'Israel amb 6½ punts de 9. Al Campionat d'Europa de 2015 hi fou 5è (25è al desempat) amb 7½ punts d'11, a un punt del campió Ievgueni Naier i obtingué el bitllet per a participar en la Copa del Món de 2015 on fou eliminat a la primera ronda per David Navara.
El 2017 empatà als llocs 3r-6è al Festival d'Escacs de Zalakaros, amb Víktor Mihalevsky, Ígor Kovalenko i Márkus Róbert.